# مزرعه مدرسی
مزرعه مدرسی یک منطقهٔ مسکونی در ایران است که در دهستان دهچاه واقع شده‌است.